# یواس‌اس ویلد گوس (اس‌پی-۵۶۲)
یواس‌اس ویلد گوس (اس‌پی-۵۶۲) (به انگلیسی: USS Wild Goose (SP-562)) یک کشتی بود که طول آن ۶۰ فوت ۰ اینچ (۱۸٫۲۹ متر) بود. این کشتی در سال ۱۹۱۳ ساخته شد.